# Göran Magnusson (politiker)
Karl Einar Göran Magnusson, född 26 februari 1939 i Flen, död 19 februari 2010 i Köpingsbygden, var en svensk politiker (socialdemokrat), som var ordinarie riksdagsledamot 1985–2006 (dessförinnan ersättare 1982 och 1984–1985), invald i riksdagen för Västmanlands läns valkrets. I riksdagen var han bland annat vice ordförande i konstitutionsutskottet 1998–2006.
Han var kommunalråd i Köping, Västmanlands län, 1973 och kommunstyrelsens ordförande i Köping 1982–1985.
Magnusson var nykterist och var starkt engagerad inom IOGT-NTO. Han var ordförande i Ungdomens Nykterhetsförbund 1970–1971 och i Riksdagens nykterhetsgrupp 1994–2006.